# Kratos XQ-58 Valkyrie
Kratos XQ-58 Valkyrie — экспериментальный беспилотный боевой летательный аппарат (unmanned combat aerial vehicle — UCAV). Спроектирован и изготовлен компанией Kratos Defense & Security Solutions в рамках программы ВВС США по созданию недорогого демонстратора технологий с ударными возможностями (Low Cost Attritable Strike Demonstrator — LCASD), выполняемой НИИ ВВС США. Первоначальное обозначение — XQ-222. 
Первый полет успешно выполнен 5 марта 2019 года на испытательном полигоне Юма, штат Аризона.

## Техзадание
XQ-58 Valkyrie входит в программу научно-исследовательской лаборатории ВВС США по разработке экономичных авиационных технологий (Low Cost Attritable Aviation Technologies, LCAAT). Задачей беспилотных аппаратов LCAAT является сопровождение истребителей F-22 или F-35 во время боевых заданий, имея на борту как системы наблюдения, так и вооружение.

## Характеристики
Размеры
- Длина: 8.8 м
- Размах крыльев: 6.7 м

ТТХ
- Максимальная скорость: 1,050 км/ч (Mach 0.85)
- Радиус действия: 5500 км
- Потолок: 13715 м

Вооружение
- Точки подвеса: 8 (2 отсека по 4 точки в каждом, общей емкостью 250 кг)
- Бомбы: JDAM, GBU-39